# Sporobolus tetragonus
Sporobolus tetragonus är en gräsart som beskrevs av Norman Loftus Bor. Sporobolus tetragonus ingår i släktet droppgräs, och familjen gräs. Inga underarter finns listade i Catalogue of Life.